# Eidgenössisches Finanzdepartement
Das Eidgenössische Finanzdepartement EFD (französisch Département fédéral des finances DFF, italienisch Dipartimento federale delle finanze DFF, rätoromanisch Departament federal da finanzasⓘ DFF, englisch Federal Department of Finance FDF) ist eines der sieben Departemente der Schweizer Landesregierung, es entspricht im Aufgabenbereich den Finanzministerien in anderen Staaten. Jeweils einer der Bundesräte steht dem Departement vor.

## Bezeichnungen
- 1848: Finanzdepartement
- 1873: Finanz- und Zolldepartement
- 1979: Eidgenössisches Finanzdepartement (EFD)

## Bereiche
Das EFD besteht aus folgenden zentralen Verwaltungseinheiten:
- Interne Aufsicht (EFD)
- Generalsekretariat (GS)
- Informatiksteuerungsorgan des Bundes (ISB)
- Staatssekretariat für internationale Finanzfragen (SIF)
- Eidgenössische Finanzverwaltung (EFV)
  - Zentrale Ausgleichsstelle (ZAS)
  - Offizielle Münzstätte der Schweizerischen Eidgenossenschaft  (Swissmint)
- Eidgenössisches Personalamt (EPA)
- Eidgenössische Steuerverwaltung (ESTV)
- Bundesamt für Bauten und Logistik (BBL)
  - Beschaffungskommission des Bundes
- Bundesamt für Informatik und Telekommunikation (BIT)
- Bundesamt für Zoll und Grenzsicherheit (BAZG)

Administrativ sind dem EFD zugeordnet:
- Eidgenössische Alkoholverwaltung (EAV)
- Eidgenössische Finanzmarktaufsicht (FINMA)
- Eidgenössische Finanzkontrolle (EFK)
- Pensionskasse des Bundes (PUBLICA)

## Geschichte

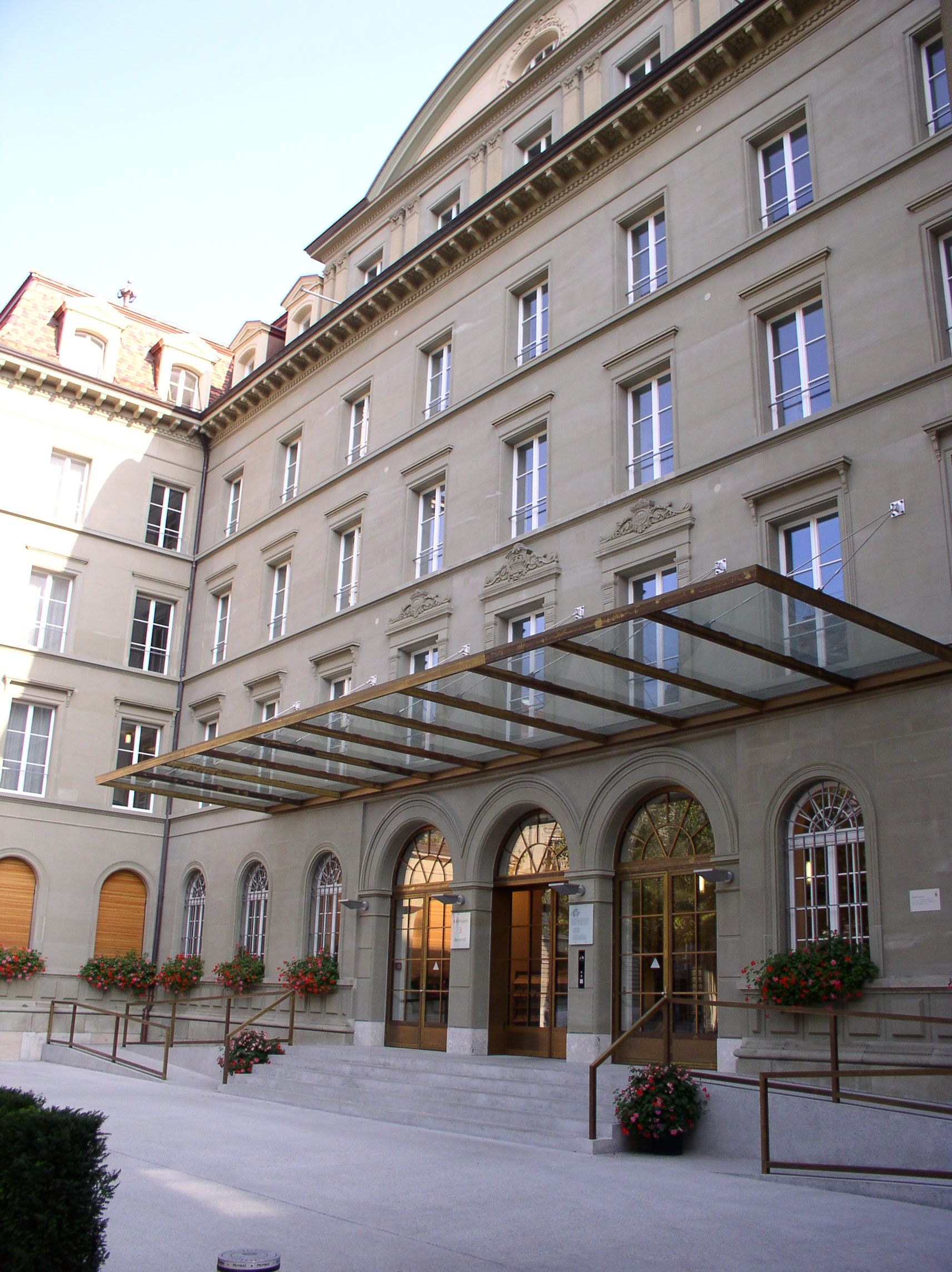
Sitz des EFD im Bernerhof

Im Jahr 1924 zog das Eidgenössische Finanzdepartement in das ehemalige Luxushotel Bernerhof, das sich an der Bundesgasse 3, zwischen dem Bundeshaus und der Kleinen Schanze befindet.

## Vorsteher des Departements
| Jahr      | Bild | Name (Lebensdaten)                     | Partei            |
| --------- | ---- | -------------------------------------- | ----------------- |
| 1848–1850 |      | Josef Munzinger (1791–1855)            | freis.            |
| 1851      |      | Henri Druey (1799–1855)                | freis.            |
| 1852      |      | Josef Munzinger (1791–1855)            | freis.            |
| 1853–1855 |      | Henri Druey (1799–1855)                | freis.            |
| 1855–1856 |      | Josef Martin Knüsel (1813–1889)        | freis.            |
| 1857–1858 |      | Jakob Stämpfli (1820–1879)             | freis.            |
| 1859–1861 |      | Constant Fornerod (1819–1899)          | freis.            |
| 1862–1863 |      | Josef Martin Knüsel (1813–1889)        | freis.            |
| 1864–1867 |      | Jean-Jacques Challet-Venel (1811–1893) | freis.            |
| 1868      |      | Victor Ruffy (1823–1869)               | freis.            |
| 1869      |      | Jean-Jacques Challet-Venel (1811–1893) | freis.            |
| 1870–1871 |      | Paul Cérésole (1832–1905)              | freis.            |
| 1872      |      | Karl Schenk (1823–1895)                | freis.            |
| 1872–1873 |      | Johann Jakob Scherer (1825–1878)       | freis.            |
| 1873–1875 |      | Wilhelm Matthias Naeff (1802–1881)     | freis.            |
| 1876–1878 |      | Bernhard Hammer (1822–1907)            | freis.            |
| 1879      |      | Simeon Bavier (1825–1896)              | freis.            |
| 1880–1890 |      | Bernhard Hammer (1822–1907)            | freis.            |
| 1891–1899 |      | Walter Hauser (1837–1902)              | FDP               |
| 1900      |      | Robert Comtesse (1847–1922)            | FDP               |
| 1901–1902 |      | Walter Hauser (1837–1902)              | FDP               |
| 1903      |      | Robert Comtesse (1847–1922)            | FDP               |
| 1904      |      | Marc Ruchet (1853–1912)                | FDP               |
| 1905–1909 |      | Robert Comtesse (1847–1922)            | FDP               |
| 1910      |      | Josef Anton Schobinger (1849–1911)     | kath.-kons.       |
| 1911      |      | Robert Comtesse (1847–1922)            | FDP               |
| 1912–1919 |      | Giuseppe Motta (1871–1940)             | SKVP              |
| 1920–1934 |      | Jean-Marie Musy (1876–1952)            | SKVP              |
| 1934–1938 |      | Albert Meyer (1870–1953)               | FDP               |
| 1939–1943 |      | Ernst Wetter (1877–1963)               | FDP               |
| 1944–1951 |      | Ernst Nobs (1886–1957)                 | SP                |
| 1952–1954 |      | Max Weber (1897–1974)                  | SP                |
| 1954–1959 |      | Hans Streuli (1892–1970)               | FDP               |
| 1960–1962 |      | Jean Bourgknecht (1902–1964)           | KCVP              |
| 1962–1968 |      | Roger Bonvin (1907–1982)               | KCVP              |
| 1968–1973 |      | Nello Celio (1914–1995)                | FDP               |
| 1974–1979 |      | Georges-André Chevallaz (1915–2002)    | FDP               |
| 1980–1983 |      | Willi Ritschard (1918–1983)            | SP                |
| 1984–1995 |      | Otto Stich (1927–2012)                 | SP                |
| 1995–2003 |      | Kaspar Villiger (* 1941)               | FDP               |
| 2004–2010 |      | Hans-Rudolf Merz (* 1942)              | FDP.Die Liberalen |
| 2010–2015 |      | Eveline Widmer-Schlumpf (* 1956)       | BDP               |
| 2016–2022 |      | Ueli Maurer (* 1950)                   | SVP               |
| 2023–     |      | Karin Keller-Sutter (* 1963)           | FDP.Die Liberalen |

## Personalbestand ab 2001
| Jahr | Vollzeitstellen |
| ---- | --------------- |
| 2001 | 7'588           |
| 2002 | 7'655           |
| 2003 | 7'644           |
| 2004 | 7'419           |
| 2005 | 7'252           |
| 2006 | 7'083           |
| 2007 | 8'182           |
| 2008 | 8'316           |
| 2009 | 8'340           |
| 2010 | 8'505           |
| 2011 | 8'333           |
| 2012 | 8'333           |
| 2013 | 8'367           |
| 2014 | 8'539           |
| 2015 | 8'687           |
| 2016 | 8'761           |
| 2017 | 8'669           |
| 2018 | 8'701           |
| 2019 | 8'716           |
| 2020 | 8'819           |
| 2021 | 8'772           |
| 2022 | 8'756           |
| 2023 | 8'729           |
| 2024 | 8'853           |